# Sarasău
Sarasău es una comuna ubicada en el distrito de Maramureș, Rumania.

## Superficie
Cuenta con una superficie de 19,52 kilómetros cuadrados.

## Demografía
Hasta 2021 la población era de 2433 habitantes, con una densidad de población de 124,6 habitantes por kilómetro cuadrado.